# Kościół Matki Bożej Królowej Różańca Świętego w Łaziskach Górnych
Kościół Matki Bożej Królowej Różańca Świętego – kościół parafialny znajdujący się w miejscowości Łaziska Górne.

## Architektura
Kościół prezentuje styl neogotycki z elementami neoromańskimi – jest to trójnawowa świątynia (nawa główna i dwie nawy boczne z obniżonym dachem, z wyjątkiem przednich ich części, tworzących wyższą nawę poprzeczną). Od strony zachodniej znajduje się absyda, mieszcząca prezbiterium, w tylnej trzy przedsionki – nad środkowym wznosi się wieża kościelna, wysoka na 41 metrów. Nad nawą główną umieszczono sygnaturkę. Świątynia ma 40,91 metrów długości i 21,60 metrów szerokości.

## Historia

### Kaplica

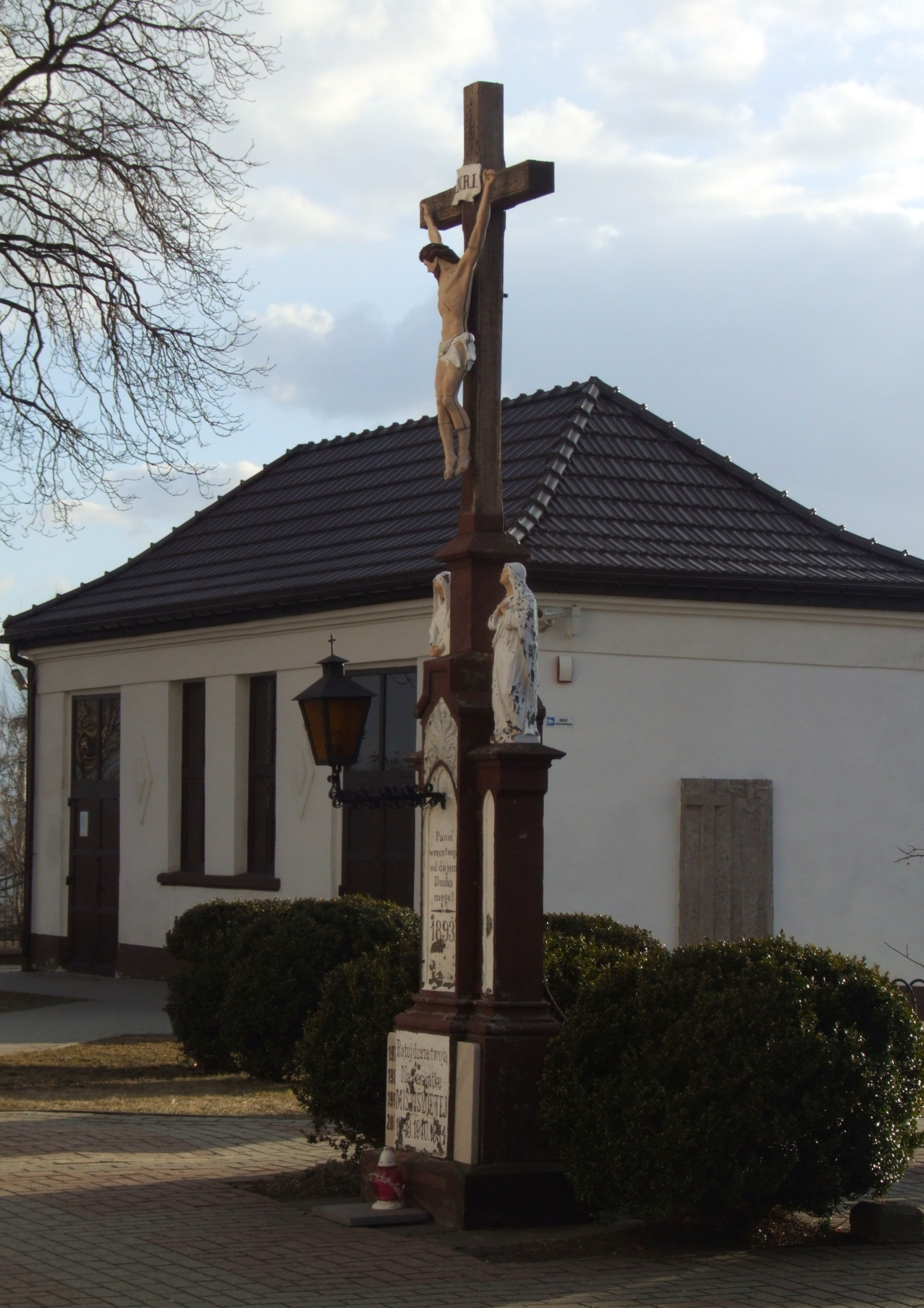
Kamienny krzyż, postawiony w 1893 r., podczas budowy kaplicy. Krzyż wykonał raciborski zakład Kokeš & Jungblut. W tle tzw. marownia (dawna kaplica pogrzebowa)

W przeszłości mieszkańcy Łazisk Górnych na mszę uczęszczali do pobliskiego Mikołowa. W 1875 rada gminna utworzyła pierwszy Komitet budowy kaplicy, jednak zebrane fundusze nie pozwoliły na rozpoczęcie budowy. Pomysł powrócił w 1890 – jako miejsce budowy wybrano wzgórze przy drodze z Żor do Mikołowa, należące do rodzin Mendeckich i Gizdoniów. Koszty oszacowano na 15 tysięcy marek. Komitet zwrócił się do księcia pszczyńskiego (właściciela okolicznych kopalń i zakładów przemysłowych) o zapomogę – oprócz niej otrzymano pozwolenie na bezpłatne uzyskanie surowców z książęcych kamieniołomów. W 1892 zgodę na budowę wydał Urząd Okręgowy w Mokrym i ruszyły prace budowlane, prowadzone w znacznej mierze rękami mieszkańców.
Kaplicę odebrano w październiku 1893, jednak oficjalną zgodę władz centralnych uzyskano dopiero pod koniec następnego roku (wcześniej negatywnie oceniła kaplicę m.in. kuria biskupia). Jednonawowy budynek wzniesiono w stylu neogotyckim - nawa miała 14,9 metrów długości i 9,30 szerokości. Z południowej strony dobudowano kapliczkę św. Krzyża, a od strony północnej zakrystię. W środku znajdowały się cztery ołtarze – główny, neogotycki, z obrazem Matki Boskiej Królowej Różańca Świętego (wysoki na 6 metrów, z figurami po bokach), dwa boczne (Jana Chrzciciela i świętej Barbary, patronki górników, przekazany przez kopalnię z Łazisk Średnich) oraz ołtarz w kapliczce. Jednocześnie przed wejściem do kościoła stanął kamienny krzyż (istnieje do dziś). Kaplica posiadała trzy dzwony oraz organy.
Początkowo była to kaplica filialna kościoła macierzystego w Mikołowie, bez stałego księdza. Msze sprawowano w niej jedynie kilka razy w ciągu roku; dopiero po zwiększeniu liczby wikarych w Mikołowie od 1898 jeden z nich odprawiał mszę w każdą niedzielę i święta. Gmina zobowiązała się pokryć koszty wyżywienia tego kapłana i posyłać po niego konie. W listopadzie 1902 zmieniono jej status na kurację z własnym, samodzielnym kapłanem.

### Pierwszy kościół
Kaplica szybko okazała się zbyt mała (tę kwestię wskazywała też kuria biskupia). W 1906 kosztorys przebudowy na kościół oszacowano na ponad 28 tysięcy marek. Przewidziano rozbudowę budynku poprzez dodanie nawy poprzecznej, aby uzyskać kształt krzyża. Na dachu wznosić się miały dwie niewielkie wieżyczki (jedna nad wejściem głównym, druga nad nawą poprzeczną). Pomoc finansową obiecał kardynał Georg Kopp i książę pszczyński, pieniądze przekazała też m.in. kopalnia Trautscholtsegen. Drzewo pochodziło z lasów książęcych, wapno z wapiennika w Mokrym, a cegły z Mikołowa i Łazisk Średnich. Blacharkę wykonała firma Berghausen z Katowic, natomiast roboty dekarskie firma Buchwald z Królewskiej Huty.
Kościół został poświęcony 24 października 1906 przez proboszcza z Mokrego. Nowa świątynia zachowała stare wezwanie Matki Bożej Królowej Różańca Świętego. W środku umieszczono nowy ołtarz, ulokowany w prawej części poprzecznej nawy. W kolejnych latach wyposażenie wzbogaciło się figury św. Jana Nepomucena oraz Matki Bożej z Lourdes, ustawionej w prezbiterium.
W 1908 po utworzeniu samodzielnej łaziskiej parafii świątynia stała się kościołem parafialnym.
W 1910 obiekt został zelektryfikowany (koszty opłacili parafianie) oraz ubezpieczony. W dwa lata później dokonano pierwszego remontu, który polegał głównie na pracach malarskich. W 1928 zregenerowano kościelne organy.
Ponieważ ludność Łazisk Górnych gwałtownie się rozrosła (od 2600 mieszkańców w 1907 do 6000 w 1936), konieczne było kolejne powiększenie świątyni. W kwietniu 1936 zgody udzieliła kuria z Katowic, a 18 maja odpowiedni urząd państwowy. 
Wybrany projekt architekta Jana Affy przewidywał dobudowanie dwóch naw bocznych, a w przedłużeniu nawy głównej budowę wieży o wysokości 50 metrów. Po obu stronach wieży powstały przedsionki – z lewej strony (północnej) mieścił on kaplicę, z prawej (południowej) wejście na chór. Przy okazji świątynia otrzymała nowe okna i drzwi. Prace blacharskie i dekarskie powierzono firmie Hein z Siemianowic, a ciesielskie rzemieślnikowi z Marklowic. Pozostałe elementy wykonywali głównie specjaliści z okolicy. W nowej wieży pojawiły cztery dzwony z firmy Karol Schwalbe z Bielska o wadze 1350, 650, 400 i 280 kilogramów (jednocześnie w Bielsku przyjęto dwa stare dzwony). Dzwony poświęcono w lipcu 1937.

### Zniszczenie i odbudowa

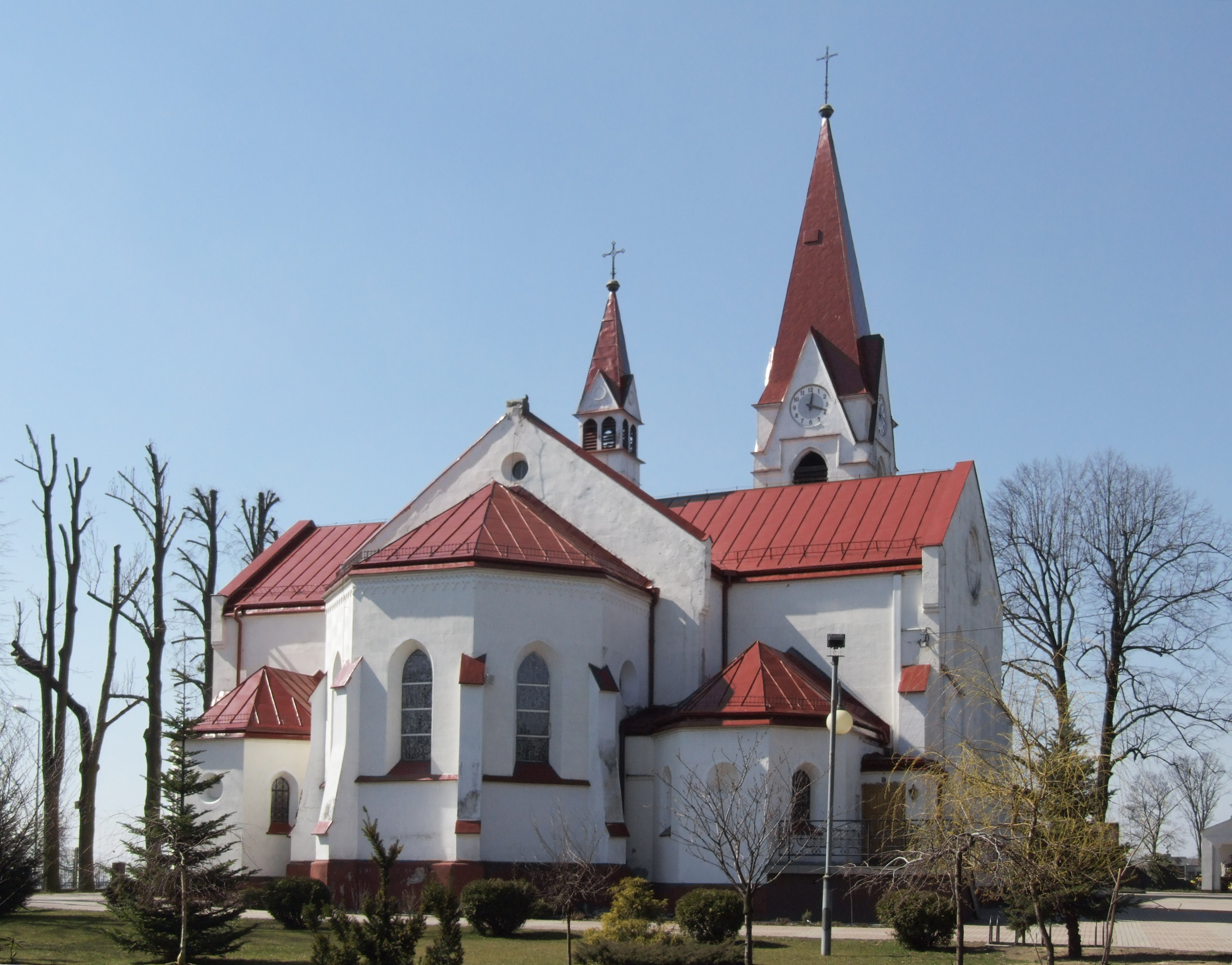
Kościół od strony prezbiterium - widoczna absyda. Po prawej stronie znajduje się zakrystia, po lewej dawna kapliczka św. Krzyża

We wrześniu 1939 roku niemieckie pociski trafiły w wieżę kościoła (według jednej z wersji miał się tam znajdować punkt obserwacyjny polskiego wojska) – świątynia spłonęła, podobnie jak salka parafialna, zabudowania gospodarcze i pobliski klasztor żeński. Sklepienie i dach runął do środka, potęgując dzieło zniszczenia – ostały się jedynie mury oraz wypalona wieża. W prezbiterium zachowała się jedynie dolna część ołtarza wraz z tabernakulum a także boczna kaplica z ołtarzem św. Antoniego, przy lewym przedsionku. W kaplicy ocalał witraż z 1936 oraz drugi, mniejszy, umieszczony nad wejściem głównym.
Parafianie wkrótce usunęli dwumetrową warstwę gruzu, a ołtarz św. Antoniego przeniesiono do prezbiterium. W ciągu tygodnia msze odprawiano na probostwie, gdzie zamieszkały również siostry ze spalonego klasztoru. Decyzję o odbudowie podjęto już 17 września, a w listopadzie w kościele powstał prowizoryczny dach oraz nowe witraży. Większość prac renowacyjnych zakończyła się pod koniec 1940 – otynkowano wnętrze, pojawiła się nowa ambona, odbudowano chór. W styczniu 1942 parafię dotknęło jednak kolejna smutne wydarzenie, gdyż zapadła decyzja o konfiskacie trzech największych dzwonów i przetopieniu ich na cele wojenne. Ostatecznie w kwietniu ściągnięto z wieży wszystkie dzwony, a w zamian kościół otrzymał inny, pochodzący z Lędzin (liczył trzysta lat i ważył 180 kilogramów).
W 1942 do Łazisk dotarły z Turyngii dwa wagony dachówek, wykonano też nowe ławki i konfesjonały, a w Piekarach kupiono stacje Drogi Krzyżowej. Nowe witraże wykonała firma z Monachium. W prezbiterium miał stanąć nowy ołtarz główny z czarnego granitu i trzymetrowym krzyżem z brązu, ale wskutek zbliżania się frontu planów tych nie zrealizowano. 
27 stycznia 1945 podczas zajmowania miasta przez Armię Czerwoną radziecki czołg ostrzelał i zniszczył część wieży. Wkraczające wojska zniszczyły także główną bramę wjazdową.

### Świątynia po 1945 r.

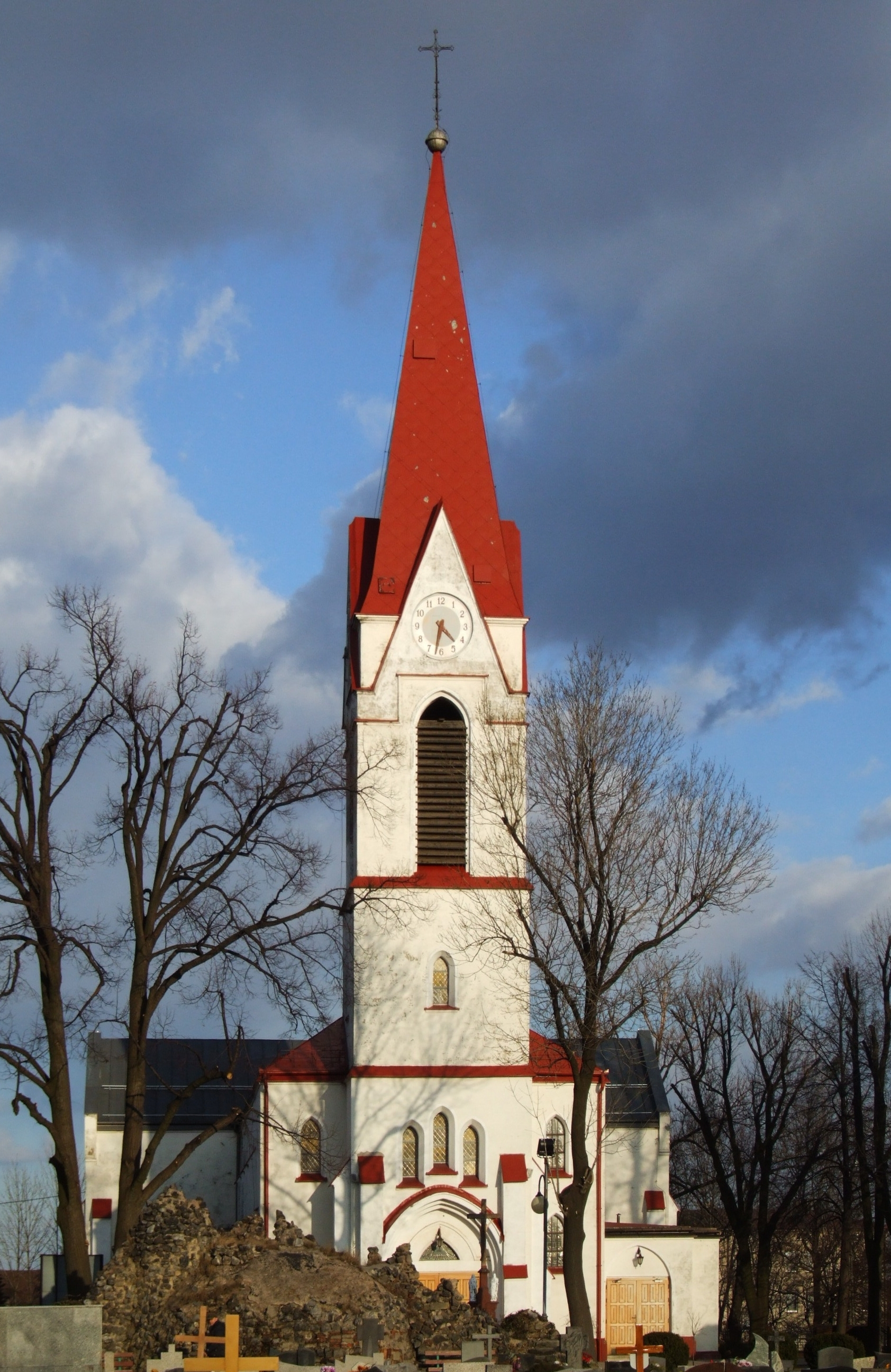
Kościół od strony cmentarza

Protokół wizytacyjny z 1946 podawał, że w budynku znajduje się prowizoryczny ołtarz, okna i organy, nie było z kolei chrzcielnicy. Wkrótce kościół doczekał się nowego drewnianego ołtarza głównego z Matką Boską Królową Różańca Świętego w środku. W 1950 r. zamówiono nowe organy w fabryce „Biernacki i Spółka” z Krakowa, które zainstalowano na chórze dwa lata później. W tym samym czasie obok głównego wejścia powstała grota z Lourdres, z kamiennym ołtarzem wewnątrz.
W 1956 w nawie bocznej pojawił się kolejny nowy ołtarz Najświętszego Serca Pana Jezusa. Jego autor, rzeźbiarz z Rybnika, wykonał także nową ambonę do prezbiterium, przedstawiającą płaskorzeźby czterech Ewangelistów. W tym samym roku zainstalowano nową instalację elektryczną oraz namalowano nową polichromię.
Rok 1959 to remont i konserwacja wieży oraz wieżyczki znajdującej się nad nawą poprzeczną. Ponieważ dzwon z Lędzin został po wojnie zwrócony do swojej macierzystej parafii, w hucie Mała Panew w Ozimku zamówiono trzy dzwony. Największy, nazwany imieniem patronki, ważył 650 kilogramów, kolejne pod wezwaniem św. Barbary, św. Floriana i św. Izydora odpowiednio 605, 330 i 230 kilogramów. 
W 1961 założono nowe ogrzewanie elektryczne, a rok później pojawiła się nowa chrzcielnica. W kolejnym roku uporządkowano otoczenie kościoła – plac wyłożono cementowymi płytami, a drogę dojazdową pięciobocznymi kamieniami. Wkrótce też zakupiono dużą, żelazną bramę na plac kościelny. W 1966 ze względu na peregrynację obrazu Matki Boskiej Częstochowskiej świątynia przeszła kapitalny remont fasady kościoła i blacharki dachowej a także wieży. Następnie wnętrze oczyszczono z powstałych zacieków i odpadającego tynku, a w kaplicy św. Antoniego pojawił się nowy ołtarz. Zakupione w czasie wojny stacje Drogi Krzyżowej zyskały oświetlenie w postaci czerwonych lampek.
Po drugim Soborze Watykańskim konieczne były zmiany dostosowujące wystrój do wymagań nowej liturgii: usunięto stary ołtarz główny, a w jego miejsce postawiono początkowo prowizoryczny ołtarz zwrócony przodem do wiernych, a następnie pancerne tabernakulum, wbudowane w ścianę. Przy okazji kolejnych remontów zmieniono ogrzewanie z elektrycznego na olejowe oraz zainstalowano mechanizm elektryczny do poruszania dzwonów. Pod koniec lat 70. XX wieku w oknach naw bocznych pojawiły się cztery duże witraże z wyobrażeniem Ewangelistów. Trzy nowe witraże wsadzono także w oknach prezbiterium.
Ołtarz główny spełniający wymagania posoborowe stanął w kościele dopiero w 1980. Głównym surowcem był marmur, a motywem przewodnim wizerunek baranka z mosiądzu oraz symbolem Alfy i Omegi na nowym, pancernym tabernakulum. Zmieniono też chrzcielnicę i umiejscowiono je na prawo od ołtarza.
Ostatni duży remont kościoła miał miejsce na początku lat 90., w związku z setną rocznicą budowy kaplicy: świątynia została z zewnątrz otynkowana i obłożona kamieniem, wnętrze przemalowano, a część ścian i słupy także obłożono płytami marmurowymi.
Na początku XXI w. po raz kolejny dokonano zmiany ołtarza głównego – w miejsce surowej, marmurowej konstrukcji pojawił się ołtarz drewniany, w stylu neogotyckim, w którym umieszczono pewne elementy z okresu przedsoborowego, m.in. figurę Matki Boskiej Różańcowej. Konserwacją objęto także dwa ołtarze boczne.
W 2005 kościół został wpisany na listę zabytków.

## Probostwo
Pierwszy stały kapłan wynajmował pokoje u prywatnych osób (wydatki te pokrywała gmina). W 1902 r. podjęto decyzję o budowie plebanii, początkowo parterowej, później jednopiętrowej. Budynek stanął w następnym roku, tuż obok kościoła, po stronie północnej. W środku mieściło się 10 pokoi i kuchnia, a obok probostwa wybudowano też zabudowania gospodarcze: stajnię, wozownię, drewutnię i kurnik. W 1908 r. obiekt został podłączony do wodociągów, a w 1910 do sieci elektrycznej (w tym samym czasie co sam kościół).
Podczas ostatniego remontu kościoła odnowiono również probostwo.